# Kobé (Yé)
Pour les articles homonymes, voir Kobé.
Kobé est une localité située dans le département de Yé de la province du Nayala dans la région de la Boucle du Mouhoun au Burkina Faso.